# Benquerencia de la Serena
Benquerencia de la Serena – gmina w Hiszpanii, w prowincji Badajoz, w Estramadurze, o powierzchni 102,81 km². W 2011 roku gmina liczyła 925 mieszkańców.